# 陀螺果科
陀螺果科只有1属2种，分布在新西兰、澳大利亚的塔斯马尼亚岛和南美洲的火地岛。
本科植物是矮小的类似苔藓的多年生草本，叶互生；花生在植株顶端，花瓣5，略肉质；果实为蒴果，呈陀螺状。
1981年的克朗奎斯特分类法将其列在桔梗目中，1998年根据基因亲缘关系分类的APG 分类法认为应该放在菊目中，2003年经过修订的APG II 分类法认为可以选择性地与花柱草科合并，2006年12月18日新修订的结果将起直接合并到花柱草科中，为一个亚科。